# فريق السلطة
 فريق السلطة  (بالإنجليزية: The Authority)‏ هو أحد فرق المصارعة في الدبليو دبليو إي، وقد بدأ عندما قام تريبل اتش بمساعدة راندي أورتن بالفوز ببطولة الدبليو دبليو إي في عرض سمر سلام 2013، وقام تريبل أتش وزوجته ستيفاني مكمان بقيادة الفريق، وكذالك سيث رولينز إلذي يحمل حقيبة ماني إن ذا بانك، وكين مدير العمليات، وأيضا راندي أورتن إلذي هو وجه الدبليو دبلي إي، وكان سابقا فريق ذا شيلد يساعد فريق بضمن فريق السلطة حيث يساعدونهم في هجماتهم حتى أنفصالهم في مارس 2014 

و فريق السلطة مشابه لفريق العملاء إلذي قاده فينس مكمان سابقًا، وهو أحد الفرق التي قادها تريبل اتش مثل فريق دي أكس وفريق أيفولوشن 

لقد خرج فريق السلطة عن الحكم عندما خسر ضد فريق سينا في سيرفايفر سيرز، ولكنه عاد في عرض راو 29 ديسمبر 2014.

## التاريخ

### التأسس
من يونيو 2013 بدأت عائلة مكمان بالتدخل بشأون الدبليو دبليو إي والتحكم بمصير دانيال براين وعرض سماكداون وراو والمدراء العامين مثل فيكي غيريرو وبراد مادوكس وفي 15 يوليو عين تريبل اتش نفسه حكم المباراة بين جون سينا ودانيال براين على بطولة الدبليو دبليو إي في سمر سلام 2013.

### العدأ معدانيال براينوبيج شو(2013 - 2014)

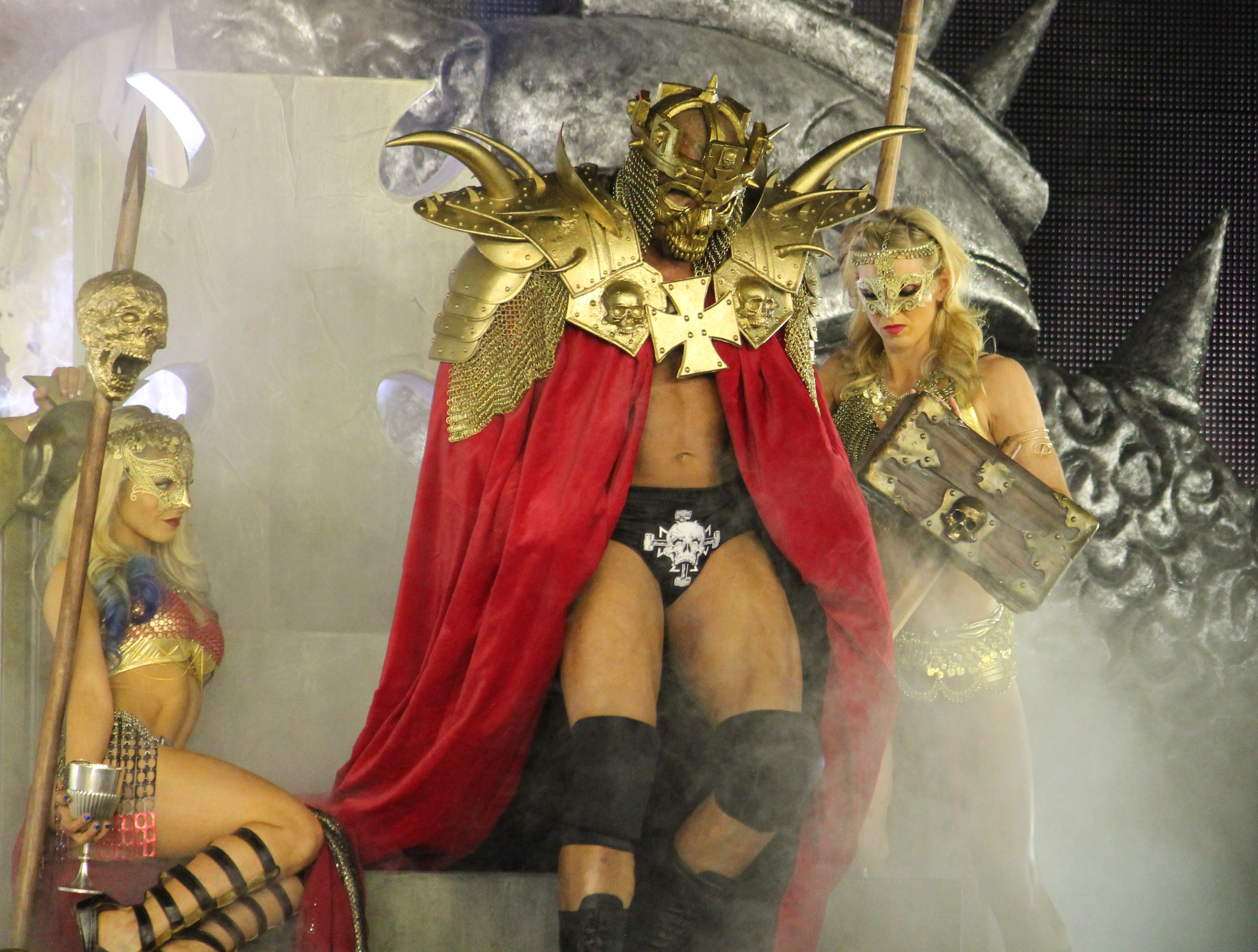
تريبل اتش قائد الفريق

في عرض سمر سلام 2013 تمكن براين من الفوز ببطولة الدبليو دبليو أي بعد هزيمة جون سينا، وبعد المباراة قام تريبل اتش حكم المباراة بتنفيذ حركة بتيغراي على براين، وقام أروتن بصرف حقيبة ماني إن ذا بانك على براين والفوز ببطولة الدبليو دبليو أي، وبعدها دخل الفريق في عدأ مع دانيال براين وقامو بمهاجمته بوحشية، وقام فريق الدرع (ذا شيلد) بمهاجمة براين أيضا وأجبرو بيج شو على مهاجمة براين، وأنضم مدير العمليات كين إلى الفريق لاحقًا.
وفي نفس الوقت دخلو في عِداء مع بيج شو، الذي كان يُعارض تريبل اتش، وقد واجه بيج شو فريق الدرع بمباراة هانديكاب ثلاثة ضد واحد حيث قاموا بإسقاطه أرضًا، وتعرض للهجوم من فريق السلطة وتعرض للطرد منهم، وقد أجبروا بيج شو على مهاجمة دانيال براين وذا ميز، وطرد أيضًا، وفي عرض باتل جراوند تدخل بيج شو في مباراة بطولة الدبليو دبليو إي بين راندي أروتن ودانيال براين حيث قام بأسقاطهما معًا، وبعدها قام بيج شو بمهاجمة تريبل اتش في عرض راو وغادر القاعة، وفي عرض راو 4 نوفمبر 2013 عاد بيج شو إلى وضيفته ودخل في عدأ مع راندي أورتن وتواجه في عرض سيرفايفر سريز 2013 على بطولة الدبليو دبليو إي وتمكن أورتن من الفوز بعد تدخل باقي أعضاء فريق السلطة وإلهاء بيج شو 

دخل فريق السلطة بعدها في عدأ بسيط مع كودي رودز، حيث قام كودي بمعارضة تريبل اتش، وتواجه راندي أورتن ضد كودي رودز وتمكن أروتن من سحقه بسرعة وقام تريبل اتش بطرد كودي رودز، ولكن عاد غولداست وقام بمساعدة أخيه وتمكنا معًا من الفوز على فريق الدرع والفوز ببطولة الفرق بعد مساعدة بيج شو في عرض الراو.
استمر بعدها أورتن في عِدائه مع دانيال براين، حيث تمكن براين من الفوز على أورتن في عرض ليلة الأبطال والفوز ببطولة الدبليو دبليو إي، ولكن بعدها بليلة واحدة قام تريبل اتش بتجريد براين من اللقب حيث قام الحكم سكوت أرمسترونغ بالعد بسرعة، ولكن استمر عداء أورتن وبراين وتواجه في عرض الجحيم في الزنزانة في مباراة القفص وكان شون مايكلز الحكم وقام بركل براين على وجهه وتمكن راندي من الفوز.
وفي 25 نوفمبر 2013 عاد العداء الطويل بين جون سينا وراندي أورتن، وفي عرض تي ال سي 2013 تمكن أورتن من الفوز على جون سينا وقد أصبح أول بطل للعالم والوزن الثقيل والدبليو دبليو إي، وتمكن أورتن من الفوز على سينا مرة أخرى في عرض رويال رمبل بعد تدخل عائلة وايت، وحافظ عن لقبه في غرفة الإقصاء عندما هزم جون سينا، دانيال براين، سيزارو، كرستيان وشيمس 

عاد بعدها العدأ بين براين والسلطة، حيث قام براين بتحدي تريبل اتش في مباراة بينهما في راسلمينيا30 وقد تمكن براين من الفوز على تريبل اتش والتأهل إلى المباراة الثلاثية على بطولة الدبليو دبليو إي في نفس العرض وفاز بعدها براين ببطولة الدبليو دبليو إي للعالم والوزن الثقيل بعد أن قام بأخضاع باتيستا.

### عودة أيفلوشن، أنضمامسيث رولينزوالعدأ معجون سينا

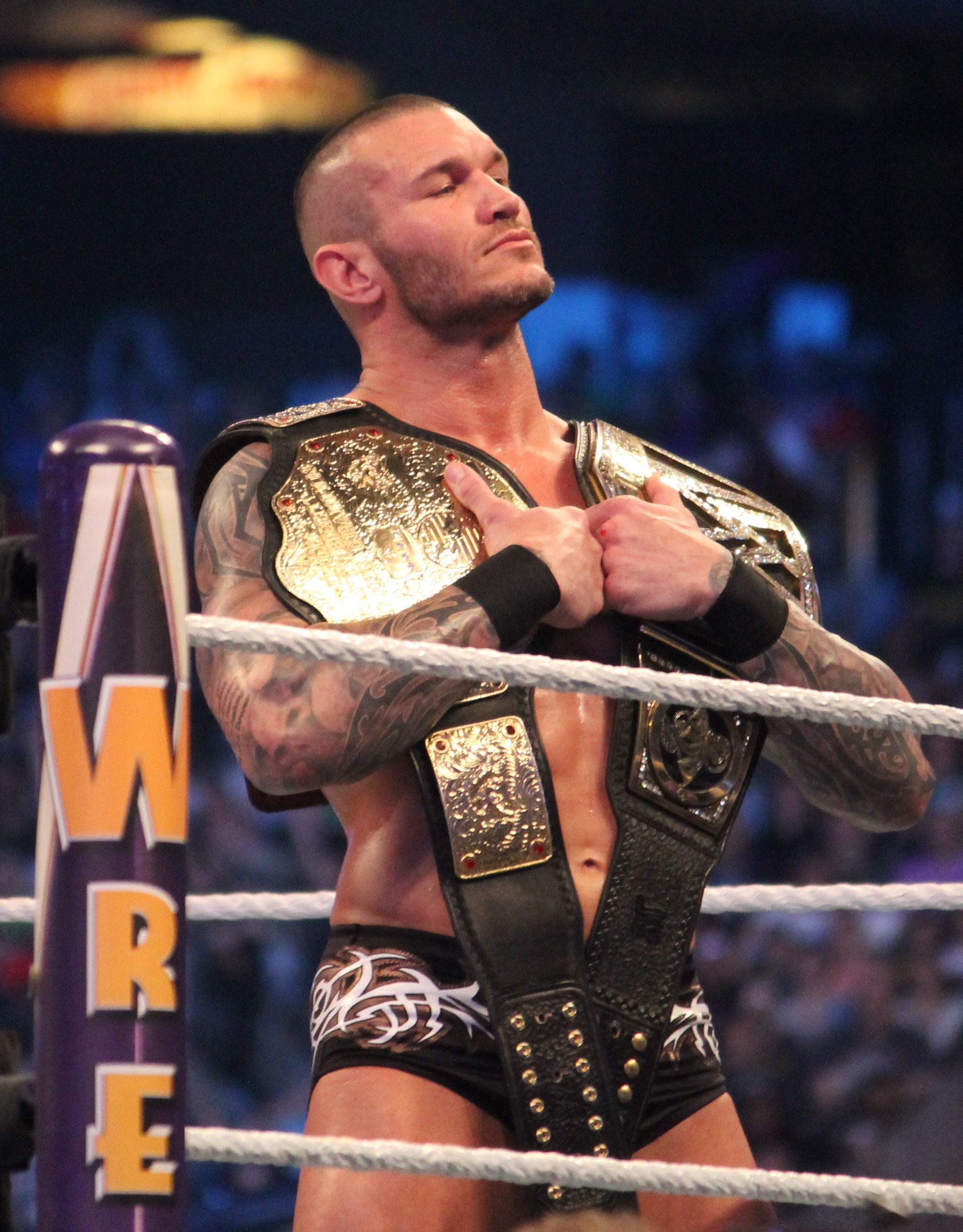
راندي أورتن أحد أعضاء فريق السلطة

في عرض الراو إلذي يلي راسلمينا 30 تحدى تريبل أتش براين على البطولة ولكن قام باتيستا وراندي أورتن بمهاجمة براين قبل المباراة لكن قام فريق الدرع بمهاجمتهم ومساعدة براين، وقد عاد فريق أيفلوشن للعدأ مع فريق الدرع ولكنهم خسروا في عرض أكستريم روليز وكذالك في عرض بايباك، وقد أجبر تريبل اتش دين امبروز على خسارة بطولة الولايات المتحدة الأمريكية، وفي عرض بايباك قامت بري بيلا بصفع ستيفاني مكمان والاستقالة من الوظيفة 

و بعدها بليلة واحدة قام باتيستا بالاستقالة من الوظيفة، وقبل مباراة رومان رينز وراندي أورتن قام سيث رولينز بالأنضمام إلى فريق السلطة وخيانة فريق الدرع، وبعدها أصبح رولينز في عدأ مع دين أمبروز وهزمه في عرض سمر سلام وهيل أن أ سيل وكانت جميعها بعد مساعدة ات من باقي أعضاء فريق السلطة وبعدها قام أورتن بالأنفصال عن فريق السلطة وقامو بمهاجمته وقام سيث رولينز بأسقاطه، وبعدها أنضم بيج شو إلى فريق السلطة وكذالك فريق الأمن جاي وجاي هما جيمي نوبل وجوي ميركوري 

و بعدها دخل فريق السلطة في عدأ مع رايباك، دولف زيجلر وإيريك رون وقاموا بطردهم ولكنهم عادوا، وفي عرض فاستلاين يوم 22 فبراير 2015 حدثت مباراة بين فريق السلطة (سيث رولينز وكين وبيج شو) وفريق رايباك دولف زيجلر وإيريك رون (فريق سينا سابقا) وأنتصر فيها فريق السلطة وبعدها عاد راندي أورتن وهاجم سيث رولينز وكين وباقي أعضاء الفريق، وبعدها باليلة واحدة عاد أورتن لفريق السلطة.

## الأعضاء
| العضو          | مدة الخدمة                                            | ملاحظات                                                      |
| -------------- | ----------------------------------------------------- | ------------------------------------------------------------ |
| تريبل اتش      | من 19 أغسطس 2013 حتى الآن                             | القائد ورئيس القسم التنفيذي في الشركة                        |
| ستيفاني مكمان  | من 19 أغسطس 2013 حتى الآن                             | القائدة التنفيذية                                            |
| سيث رولينز     | 19 أغسطس 2013 - 17 مارس 2014 2 يونيو 2014 حتى الآن    | أنضم إليهم عندما كان مع فريق الدرع، ولكنه عاد مرة أخرى إليهم |
| سكوت أرمسترونغ | 15 سبتمبر 2013 حتى الآن                               | حكم                                                          |
| كين            | 28 أكتوبر 2013                                        | مدير العمليات                                                |
| جوي ميركوري    | 29 سبتمبر 2014 حتى الان                               | جاي وجاي فريق الأمن                                          |
| جيمي نوبل      | 29 سبتمبر 2014 حتى الآن                               | جاي وجاي فريق الأمن                                          |
| بيج شو         | 23 نوفمبر 2014 حتى الآن                               | أنضم بعد خيانته لفريق سينا                                   |
| راندي أورتن    | 19 أغسطس 2013 - 3 نوفمبر 2014 23 فبراير 2015 حتى الان | خرج من المجموعة ولكنهم طلبو منه العودة فوافق                 |
| رومان رينز     | 19 أغسطس 2013 - 17 مارس                               | أنضم عندما كان مع فريق الدرع                                 |
| دين امبروز     | 19 أغسطس 2013 - 17 مارس 2014                          | أنضم عندما كان مع فريق الدرع                                 |
| رود دوغ        | 13 يناير 2014 - 6 أبريل 2014                          | أنضم عندما كان مع فريق نيو أيدج أوتلاوز                      |
| بيلي غون       | 13 يناير 2014 - 6 أبريل 2014                          | أنضم عندما كان مع فريق نيو أيدج أوتلاوز                      |
| باتيستا        | 7 أبريل 2014 - 2 يونيو 2014                           | أنضم عندما كان في فريق أيفلوشن                               |

## الأعداء

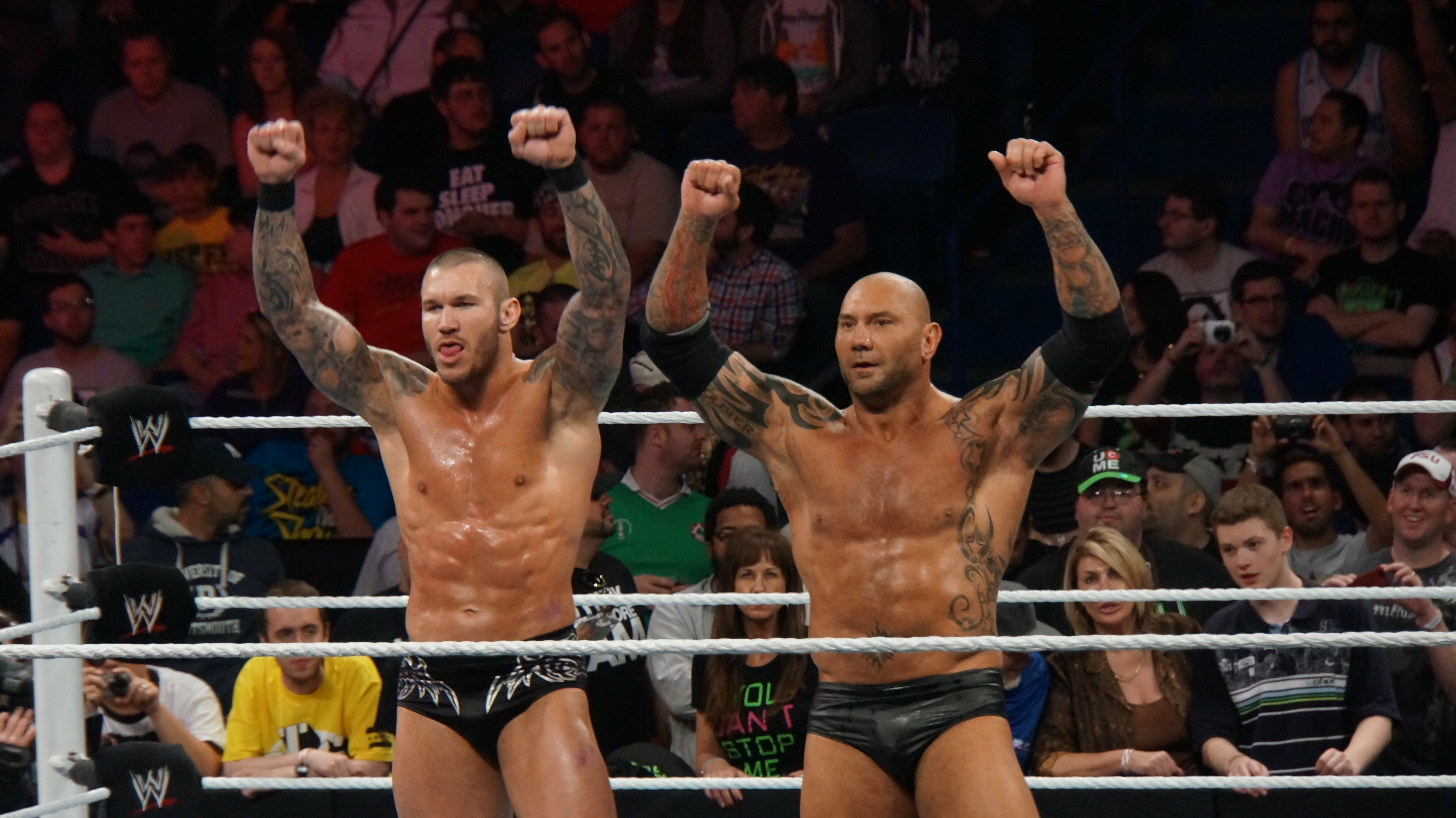
باتيستا و أورتن

| العدو        | سنة العداْ   |
| ------------ | ----------- |
| دانيال براين | 2013 - 2014 |
| رومان رينز   | 2014 - 2015 |
| دين امبروز   | 2014        |
| بيج شو       | 2013        |
| جون سينا     | 2014 - 2015 |
| إيريك رون    | 2014 - 2015 |
| رايباك       | 2014 - 2015 |
| دولف زيجلر   | 2014 - 2015 |
| كودي رودز    | 2013        |
| غولداست      | 2013        |